# Michele Pellegrino
Michele Pellegrino (25 de abril de 1903 - 10 de outubro de 1986) foi um cardeal italiano da Igreja Católica Romana que serviu como arcebispo de Turim de 1965 até 1977.

## Biografia
Pellegrino nasceu em Centallo perto de Fossano. Foi educado no Seminário de Fossano, na Universidade Católica de Milão e na Faculdade Teológica de Turim. Ele foi ordenado em 19 de setembro de 1925 em Fossano. Depois de sua ordenação, ele serviu como diretor espiritual do Seminário de Fossano de 1929 a 1933. Ele foi cônego do capítulo da catedral de Fossano, vigário geral e vigário capitular da diocese entre 1933 e 1943. Ele ensinou literatura cristã primitiva como membro do corpo docente. da Universidade de Turim até 1965.

## Episcopado
O Papa Paulo VI nomeou-o Arcebispo de Turim em 18 de setembro de 1965. Como bispo, esteve presente na última sessão do Concílio Vaticano II em 1965.

## Cardinalizado
Ele foi criado e proclamado Cardeal-Sacerdote do Santíssimo Nome di Gesù pelo Papa Paulo em 26 de junho de 1967. Ele renunciou ao governo da Arquidiocese em 1977. Depois de participar dos conclaves que elegeram o Papa João Paulo I e o Papa João Paulo II , ele perdeu o direito de participar de quaisquer conclaves futuros quando completasse 80 anos de idade em 1983. Ele morreu três anos depois e está enterrado em seu lote familiar na igreja paroquial de Roata Chiusani.

## Fonte
- Salvador Miranda. fiu.edu – The Cardinals of the Holy Roman Church (em inglês). Universidade Internacional da Flórida http://cardinals.fiu.edu/ Em falta ou vazio |título= (ajuda)
- Cheney, David M. «Michele Pellegrino» (em inglês). Catholic-Hierarchy.org